# Ladislas Douniama
Ladislas Douniama, né le 24 mai 1986 à Brazzaville, est un footballeur international congolais évoluant au poste d'attaquant dans le club du Rostrenen Football Club

## Biographie

### Le National et le CFA
Il commence sa carrière professionnelle au Nîmes Olympique, en 2004, en National.
Lors de la saison 2004-2005, il marque un doublé sur la pelouse du Valenciennes FC en réponse aux deux buts inscrits par Steve Savidan, et permet à l'équipe de concéder le nul.
En 2006, il signe à l'US Orléans, club de CFA. Lors de la saison 2008-2009, il inscrit 15 buts en championnat.
En mai 2009, il fait un essai au Lille OSC, il y signe un contrat d'un an ; il reste finalement cantonné à l'équipe réserve en Championnat de France amateur.

### Le professionnalisme
En juin 2010, il s'engage avec l'En avant Guingamp tout juste relégué en National ; il retrouve la 3e division quatre ans après l'avoir quittée. Il signe son premier but avec l'En avant lors d'une victoire 1-2 à Gueugnon le 2 octobre 2010. Il inscrit au total six buts lors de cette saison en National, obtient la promotion avec son équipe et joue donc ses premiers matches de Ligue 2 pour la saison 2011-2012. Il marque son premier but en Ligue 2 le 21 octobre 2011 lors d'une victoire 0-2 face à Lens. Il participe activement à la remontée du club de la 18e à la 3e place entre la 9e et la 16e journée, et se fait repérer par plusieurs clubs de Ligue 1, dont le FC Lorient qu'il rejoint le 27 janvier 2012.
Le 30 juillet 2012, il est prêté pour un an à l'AC Arles-Avignon qui évolue en Ligue 2. Pour son premier match sous ses nouvelles couleurs, il qualifie son équipe pour le 2e tour de la Coupe de la Ligue en marquant l'unique but du match face à un de ses anciens clubs, celui de Guingamp. Le 31 décembre 2012, il retourne d'ailleurs dans ce club en y signant un contrat de deux ans et demi et participe à la remontée du club en L1.
Arrivé en fin de contrat en juin 2015, il prend la direction de l'Alsace et du RC Strasbourg, alors en National, où il paraphe un contrat de deux ans le 10 septembre 2015. Il fait ses débuts avec l'équipe le 18 septembre en déplacement à Épinal. C'est à la Meinau qu'il inscrit ses premières réalisations, d'un doublé face à Boulogne le 16 octobre, offrant une victoire 2 à 0 au Racing.
N'entrant pas dans les plans du nouvel entraîneur Thierry Laurey, il quitte le RC Strasbourg en septembre 2016 pour rejoindre le club saoudien d'Al Khaleej Saihat. Il n'y reste que six mois avant de faire son retour en France, s'engageant en faveur de l'AS Lyon-Duchère évoluant en National en janvier 2017. Une nouvelle expérience de courte durée, il y dispute 14 matchs, pour 4 buts, avant de se retrouver libre au mercato d'été suivant. Pour de la saison 2017-2018, il évolue à l'US Granville, club pensionnaire de National 2. Lors des 32e de finale de la Coupe de France, Ladislas Douniama délivre une passe décisive et marque un but sur penalty permettant au club normand de l'emporter 2-1 dans les prolongations, face aux Girondins de Bordeaux, club de Ligue 1. Son équipe ira jusqu'en 8e de finale de la Coupe de France. Il rejoint pendant la saison 2018-2019 le Stade Briochin, un club de National 2.
En juillet 2019, il arrive dans le club réunionnais de la Société sportive Jeanne d'Arc.
En janvier 2022, Ladislas signe au Rostrenen FC.

### Carrière internationale
International congolais, il est sélectionné en 2008 pour les éliminatoires de la Coupe d'Afrique des nations.

## Statistiques
| Saison                | Club                    | Championnat           | Championnat | Championnat | Coupe nationale | Coupe nationale | Coupe de la Ligue | Coupe de la Ligue | Compétition(s) continentale(s) | Compétition(s) continentale(s) | Compétition(s) continentale(s) | Congo | Congo | Total | Total |
| Saison                | Club                    | Division              | M.          | B.          | M.              | B.              | M.                | B.                | Comp.                          | M.                             | B.                             | M.    | B.    | M.    | B.    |
| 2004-2005             | Nîmes Olympique         | National              | 12          | 4           | 2               | 0               | -                 | -                 | -                              | -                              | -                              | -     | -     | 14    | 4     |
| 2005-2006             | Nîmes Olympique         | National              | 14          | 1           | -               | -               | -                 | -                 | -                              | -                              | -                              | -     | -     | 14    | 1     |
| Sous-total            | Sous-total              | Sous-total            | 26          | 5           | 2               | 0               | -                 | -                 | -                              | -                              | -                              | -     | -     | 28    | 5     |
| 2006-2007             | US Orléans              | CFA                   | 9           | 2           | 1               | 0               | -                 | -                 | -                              | -                              | -                              | -     | -     | 10    | 2     |
| 2007-2008             | US Orléans              | CFA                   | -           | -           | -               | -               | -                 | -                 | -                              | -                              | -                              | 3     | 0     | 3     | 0     |
| 2008-2009             | US Orléans              | CFA                   | 24          | 13          | -               | -               | -                 | -                 | -                              | -                              | -                              | -     | -     | 24    | 13    |
| Sous-total            | Sous-total              | Sous-total            | 33          | 15          | 1               | 0               | -                 | -                 | -                              | -                              | -                              | 3     | 0     | 37    | 15    |
| 2009-2010             | Lille OSC               | CFA                   | 31          | 10          | -               | -               | -                 | -                 | -                              | -                              | -                              | 2     | 1     | 33    | 11    |
| Sous-total            | Sous-total              | Sous-total            | 31          | 10          | -               | -               | -                 | -                 | -                              | -                              | -                              | 2     | 1     | 33    | 11    |
| 2010-2011             | EA Guingamp             | National              | 24          | 6           | 1               | 0               | 2                 | 0                 | -                              | -                              | -                              | 3     | 0     | 30    | 6     |
| 2011-2012             | EA Guingamp             | Ligue 2               | 15          | 2           | 2               | 0               | 2                 | 0                 | -                              | -                              | -                              | 2     | 1     | 21    | 3     |
| Sous-total            | Sous-total              | Sous-total            | 39          | 8           | 3               | 0               | 4                 | 0                 | -                              | -                              | -                              | 5     | 1     | 51    | 9     |
| 2011-2012             | FC Lorient              | Ligue 1               | 6           | 0           | -               | -               | 1                 | 0                 | -                              | -                              | -                              | 3     | 0     | 10    | 0     |
| Sous-total            | Sous-total              | Sous-total            | 6           | 0           | -               | -               | 1                 | 0                 | -                              | -                              | -                              | 3     | 0     | 10    | 0     |
| 2012-2013             | AC Arles-Avignon (prêt) | Ligue 2               | 16          | 2           | 2               | 0               | 3                 | 2                 | -                              | -                              | -                              | 2     | 1     | 23    | 5     |
| Sous-total            | Sous-total              | Sous-total            | 16          | 2           | 2               | 0               | 3                 | 2                 | -                              | -                              | -                              | 2     | 1     | 23    | 5     |
| 2012-2013             | EA Guingamp             | Ligue 2               | 17          | 6           | 1               | 0               | -                 | -                 | -                              | -                              | -                              | 1     | 0     | 19    | 6     |
| 2013-2014             | EA Guingamp             | Ligue 1               | 16          | 1           | 3               | 0               | 1                 | 0                 | -                              | -                              | -                              | 3     | 1     | 23    | 2     |
| 2014-2015             | EA Guingamp             | Ligue 1               | 9           | 1           | 1               | 0               | 1                 | 0                 | C3                             | 1                              | 0                              | 8     | 0     | 20    | 1     |
| 2015-2016             | RC Strasbourg           | National              | 6           | 2           | 1               | 0               | 1                 | 0                 | -                              | -                              | -                              | -     | -     | 8     | 2     |
| Sous-total            | Sous-total              | Sous-total            | 48          | 10          | 7               | 0               | 3                 | 0                 | -                              | 1                              | 0                              | 12    | 1     | 71    | 11    |
| Total sur la carrière | Total sur la carrière   | Total sur la carrière | 199         | 50          | 15              | 0               | 10                | 2                 | -                              | 1                              | 0                              | 27    | 4     | 252   | 56    |

## Palmarès
Avec l'En avant Guingamp, il remporte la coupe de France en 2014 contre le Stade rennais après avoir été vice-champion de France de Ligue 2 en 2013.